# 達博拉
達博拉（Dabola，N'Ko：‎）是西非國家畿內亞的城市，位於該國中部，毗鄰廷基索河，由康康大區負責管轄，海拔高度363米，市內有醫院、市集、學校和酒店，2008年人口估計約17,855。

## 友好城市
- 法國 普洛埃梅勒

## 外部連結
- MSN Map

10°45′00″N 11°07′00″W / 10.75000°N 11.11667°W